# Erich Wessner

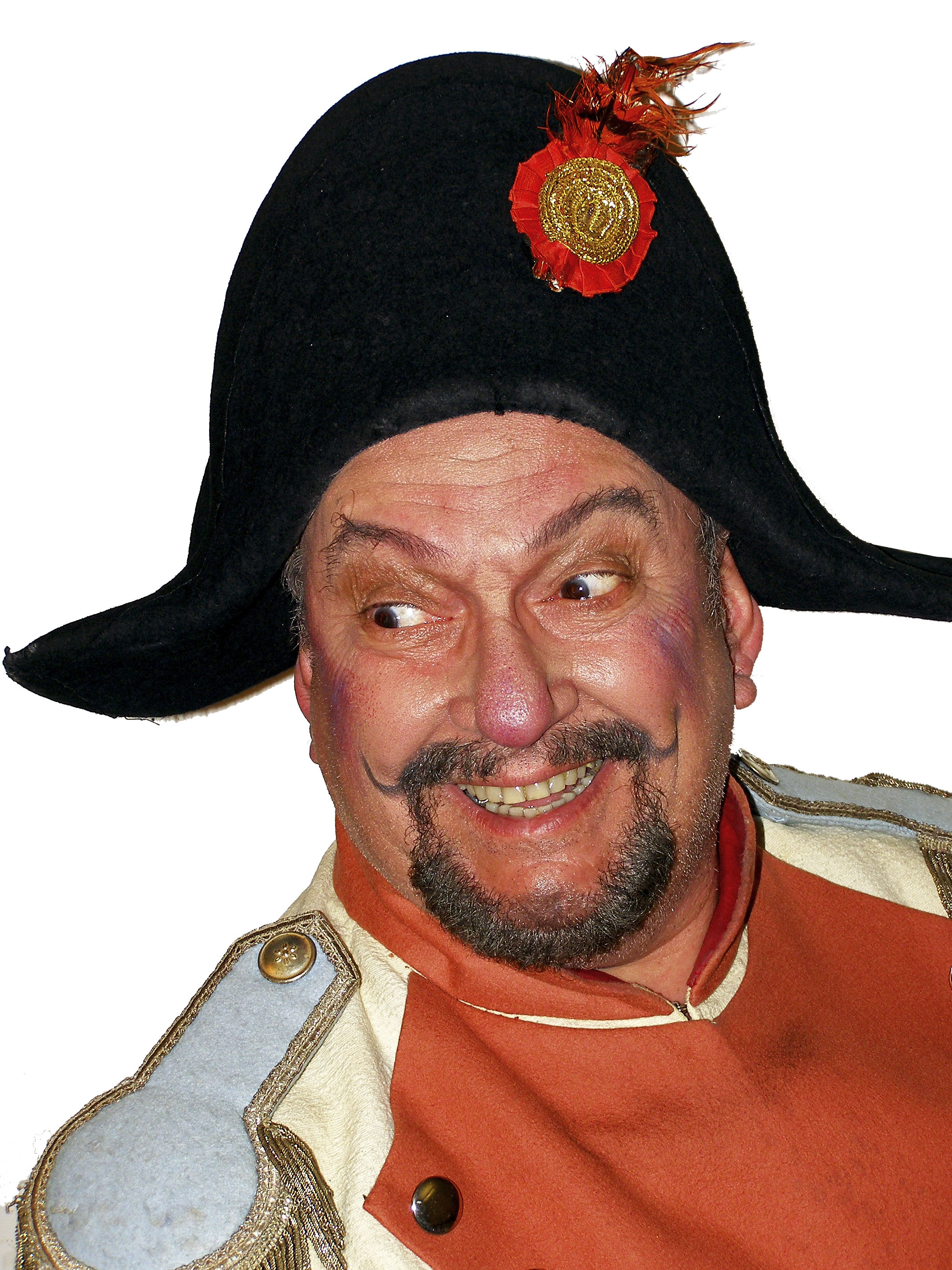
Erich Wessner als Offizier im Barbier von Sevilla (Rossini) in der Staatsoper (2008)

Erich Wessner (* 14. März 1948 in Hollabrunn; † 6. Juni 2016) war ein österreichischer Opernsänger (Tenor).

## Werdegang
Der ausgebildete Pflichtschullehrer für Deutsch und Musikerziehung studierte privat Gesang und absolvierte diverse Chorleiterlehrgänge. Während seiner Studien wurde er Mitglied bei den katholischen Studentenverbindungen Arminia Hollabrunn (1962) und Austria Krems (1967) beide im MKV. 1981 wurde er als Mitglied des Wiener Staatsopernchores engagiert, 1991 erhielt er zusätzlich einen Solovertrag. Bis zu seiner Pensionierung (2008) war er Mitglied des Chors der Staatsoper.
Wessner arbeitete mit vielen bedeutenden Dirigenten und Regisseuren seiner Zeit und wirkte – auch als Solist – bei den Bregenzer Festspielen sowie den Salzburger Oster- und Sommerfestspielen mit. Seine besondere Liebe galt dem Wienerlied. Die rege internationale Konzerttätigkeit in diesem Genre führte ihn unter anderem auch nach Israel und Japan.
Wessner war bis in den Juni 2016 aktives Mitglied der Konzertvereinigung Wiener Staatsopernchor und des Singvereins der Gesellschaft der Musikfreunde in Wien und in seiner Heimatstadt Hollabrunn vielfach kulturell engagiert.

## Auszeichnungen
- 2008: Silbernes Ehrenzeichen für Verdienste um das Bundesland Niederösterreich
- 2008: Jubiläumsring der Wiener Staatsoper
- 2009: Verdienstzeichen des Landes Salzburg